# Resultados do Carnaval de Recife em 2013
Resultados do Carnaval de Recife em 2013.

## Escola de samba
| Grupo Especial | Grupo Especial     | Grupo Especial | Grupo Especial |
| Colocação      | Entidade           | Pontos         | Ref.           |
| -------------- | ------------------ | -------------- | -------------- |
| 1º             | Gigante do Samba   | 110            | [ 1 ]          |
| 2º             | Galeria do Ritmo   | 105,6          | [ 1 ]          |
| 3º             | Escailabe          |                |                |
| Grupo 1        |                    |                |                |
| Colocação      | Entidade           | Pontos         | Ref.           |
| 1º             | Imperiais do Ritmo | 94,1           | [ 1 ]          |

## Maracatu do Baque Virado
| Grupo Especial | Grupo Especial     | Grupo Especial | Grupo Especial |
| Colocação      | Entidade           | Pontos         | Ref.           |
| -------------- | ------------------ | -------------- | -------------- |
| 1º             | Estrela Brilhante  | 89,7           | [ 1 ]          |
| 2º             | Leão da Campina    | 89,1           | [ 1 ]          |
| Grupo 1        |                    |                |                |
| Colocação      | Entidade           | Pontos         | Ref.           |
| 1º             | Cambinda Estrela   | 89,6           | [ 1 ]          |
| 2º             | Raízes de Pai Adão | 88,6           | [ 1 ]          |

## Caboclinho
| Grupo Especial | Grupo Especial    | Grupo Especial | Grupo Especial |
| Colocação      | Entidade          | Pontos         | Ref.           |
| -------------- | ----------------- | -------------- | -------------- |
| 1º             | Tupã              | 79,2           | [ 1 ]          |
| 2º             | Kapinawa          | 79,2           | [ 1 ]          |
| Grupo 1        |                   |                |                |
| Colocação      | Entidade          | Pontos         | Ref.           |
| 1º             | Cahetes           | 80             | [ 1 ]          |
| 1º             | União Sete Flexas | 80             | [ 1 ]          |
| 2º             | Os Carijós        | 79,6           | [ 1 ]          |

## Índio
| Grupo Único | Grupo Único        | Grupo Único | Grupo Único |
| Colocação   | Entidade           | Pontos      | Ref.        |
| ----------- | ------------------ | ----------- | ----------- |
| 1º          | Tabajaras          | 99,5        | [ 1 ]       |
| 2º          | Canindé Brasileiro | 93,3        | [ 1 ]       |

## Maracatu do Baque Solto
| Grupo Especial | Grupo Especial    | Grupo Especial | Grupo Especial |
| Colocação      | Entidade          | Pontos         | Ref.           |
| -------------- | ----------------- | -------------- | -------------- |
| 1º             | Leão de Ouro      | 140            | [ 1 ]          |
| 2º             | Cruzeiro do Forte | 138,9          | [ 1 ]          |
| Grupo 1        |                   |                |                |
| Colocação      | Entidade          | Pontos         | Ref.           |
| 1º             | Estrela Brilhante | 139,4          | [ 1 ]          |
| 2º             | Leão Mimoso       | 139,2          | [ 1 ]          |

## Clube de Boneco
| Grupo Especial | Grupo Especial | Grupo Especial | Grupo Especial |
| Colocação      | Entidade       | Pontos         | Ref.           |
| -------------- | -------------- | -------------- | -------------- |
| 1º             | Tadeu no Frevo | 99,8           | [ 1 ]          |
| 2º             | Seu Malaquias  | 98,9           | [ 1 ]          |
| Grupo 1        |                |                |                |
| Colocação      | Entidade       | Pontos         | Ref.           |
| 1º             | O Sapateiro    | 79,8           | [ 1 ]          |
| 2º             | O Comelão      | 92,9           | [ 1 ]          |

## Clube de Frevo
| Grupo Especial | Grupo Especial    | Grupo Especial | Grupo Especial |
| Colocação      | Entidade          | Pontos         | Ref.           |
| -------------- | ----------------- | -------------- | -------------- |
| 1º             | Bola de Ouro      | 109,5          | [ 1 ]          |
| 2º             | Lenhadores        | 108,8          | [ 1 ]          |
| Grupo 1        |                   |                |                |
| Colocação      | Entidade          | Pontos         | Ref.           |
| 1º             | Reizado Imperial  | 109,1          | [ 1 ]          |
| 2º             | Amante das Flores | 107,5          | [ 1 ]          |

## Bloco de Pau e corda
| Grupo Especial | Grupo Especial         | Grupo Especial | Grupo Especial |
| Colocação      | Entidade               | Pontos         | Ref.           |
| -------------- | ---------------------- | -------------- | -------------- |
| 1º             | Com você no coração    | 109,7          | [ 1 ]          |
| 2º             | Madeira do Rosarinho   | 107,9          | [ 1 ]          |
| Grupo 1        |                        |                |                |
| Colocação      | Entidade               | Pontos         | Ref.           |
| 1º             | Batutas de São José    | 97,1           | [ 1 ]          |
| 2º             | Príncipe dos Príncipes | 38,7           | [ 1 ]          |

## Troça
| Grupo Especial | Grupo Especial       | Grupo Especial | Grupo Especial |
| Colocação      | Entidade             | Pontos         | Ref.           |
| -------------- | -------------------- | -------------- | -------------- |
| 1º             | Batutas de Água Fria | 100            | [ 1 ]          |
| 2º             | Abanadores do Arruda | 99,8           | [ 1 ]          |
| 2º             | Tô Chegando Agora    | 99,8           | [ 1 ]          |
| Grupo 1        |                      |                |                |
| Colocação      | Entidade             | Pontos         | Ref.           |
| 1º             | A Japa do Coque      | 100            | [ 1 ]          |
| 2º             | Estrela da Tarde     | 99,6           | [ 1 ]          |

## Urso
| Grupo Especial | Grupo Especial       | Grupo Especial | Grupo Especial |
| Colocação      | Entidade             | Pontos         | Ref.           |
| -------------- | -------------------- | -------------- | -------------- |
| 1º             | Cangaçá de Agua Fria | 70             | [ 1 ]          |
| 2º             | Urso do vizinho      | 68,9           | [ 1 ]          |
| Grupo 1        |                      |                |                |
| Colocação      | Entidade             | Pontos         | Ref.           |
| 1º             | Texaco               | 68,7           | [ 1 ]          |
| 2º             | Branco do Zé         | 68,2           | [ 1 ]          |

## Boi
| Grupo Especial | Grupo Especial | Grupo Especial | Grupo Especial |
| Colocação      | Entidade       | Pontos         | Ref.           |
| -------------- | -------------- | -------------- | -------------- |
| 1º             | Boi Maracatu   | 89,7           | [ 1 ]          |
| 2º             | Boi Ta Ta Ta   | 89,3           | [ 1 ]          |
| Grupo 1        |                |                |                |
| Colocação      | Entidade       | Pontos         | Ref.           |
| 1º             | Mimoso         | 89,3           | [ 1 ]          |
| 2º             | Domado         | 88,8           | [ 1 ]          |